# 춘위산산
춘위산산(중국어: 淳于珊珊, 병음: Chúnyú Shānshān, 한자음: 순우산산, 1967년 11월 25일~)은 중화인민공화국의 배우이다.

## 작품 목록

### 텔레비전 드라마
- 2017년 《심진기》 - 조추도(曹秋道, 노년) 역
- 2020년 《일촌상사 : 나의 소녀》 - 사리(謝離) 역

### 영화
- 2017년 《특수부대 전랑 2》- 린즈슝(林志雄) 역